# Ton Jansen
A.W.H.M. (Ton) Jansen (IJsselstein, 1 februari 1944) is een Nederlands politicus van de PvdA.
Hij studeerde in Utrecht sociologie en filosofie en ging daarna wonen in het Gelderse dorp Hellouw. Jansen was gedurende 18 jaar de directeur van de Federatie van Sociale Raadslieden in Amsterdam maar daarnaast was hij ook actief in de politiek. In 1975 werd hij voorzitter van de plaatselijke afdeling van de PvdA en in 1982 kwam hij in de gemeenteraad van Neerijnen en hij werd toen meteen PvdA-fractievoorzitter. In 1986 werd Jansen daar wethouder en in augustus 1988 volgde zijn benoeming tot burgemeester van die gemeente. Deze benoeming was landelijk nieuws, niet zozeer omdat het ook toen al ongebruikelijk was dat een wethouder in zijn eigen gemeente tot burgemeester wordt benoemd, maar omdat hij de eerste openlijk homoseksuele burgemeester van Nederland werd. Later was hij betrokken bij een informeel genootschap van homoseksuele burgemeesters. Eind 2005 ging Jansen vervroegd met pensioen. Als voorzitter van Stichting Een Beeld van Oranje Linten was hij van 2014 tot 2021 actief bij het organiseren van de Tour de Waal, het Bevrijdingsdag-evenement langs de Waal.